# Novecentismo

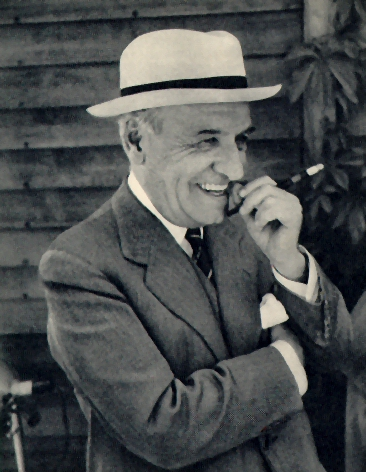
José Ortega y Gasset.

Novecentismo, Generació del 14 ou Vanguardias é a denominação de um movimento estético espanhol, inicialmente artístico e literário, mas estendido a outras áreas da cultura, o qual é genericamente associado às vanguardas artísticas e literárias do início do século XX. Reúne um grupo de autores, principalmente ensaístas, localizado entre a Geração de 98 e a Geração de 27 e nascido por volta de 1880, por isso também é identificado com a chamada Geração de 14. Entre seus principais membros estão José Ortega y Gasset, Manuel Azaña, Rafael Cansinos Assens, Eugênio d'Ors, José Bergamín, Ramón Gómez de la Serna, Juan Ramón Jiménez, Ramón Pérez de Ayala e Gabriel Miró.

## Principais representantes
- Pompeu Fabra
- Eugeni d'Ors
- José Ortega y Gasset
- Josep Puig i Cadafalch
- Joaquim Ruyra
- José Maria Sert